# Дрегенешть-Влашка
Дрегенешть-Влашка, Дрегенешті-Влашка (рум. Drăgănești-Vlașca) — село у повіті Телеорман в Румунії. Адміністративний центр комуни Дрегенешть-Влашка.
Село розташоване на відстані 54 км на південний захід від Бухареста, 25 км на північний схід від Александрії, 144 км на схід від Крайови.

## Населення
За даними перепису населення 2002 року у селі проживали 3827 осіб.
Національний склад населення села:
| Національність | Кількість осіб | Відсоток |
| -------------- | -------------- | -------- |
| румуни         | 3568           | 93,2%    |
| цигани         | 257            | 6,7%     |

Рідною мовою назвали:
| Мова      | Кількість осіб | Відсоток |
| --------- | -------------- | -------- |
| румунська | 3794           | 99,1%    |
| циганська | 33             | 0,9%     |